# Familia Sanclemente
Los Sanclemente o San Clemente, son una familia de la aristocracia colombiana, de origen español. siendo un apellido raro en España Su centro de poder históricamente es el municipio de Buga, en el Valle del Cauca, aunque su influencia también se ha trasladado a Cali y Bogotá.
Entre sus miembros destacan empresarios, periodistas, y políticos del Partido Conservador, entre ellos un expresidente de Colombia. Actualmente su influencia en el país, aunque menor que antaño, sigue siendo relevante.